# Колокшанское сельское поселение
Колокшанское сельское поселение — муниципальное образование в Собинском районе Владимирской области.
Административный центр — посёлок Колокша.

## География
Колокшанское сельское поселение расположено в северо-восточной части Собинского района. На севере поселение граничит с муниципальным образованием Толпуховское сельское поселение, на востоке с муниципальным образованием городской округ город Владимир, на юге с муниципальным образованием  Асерховское сельское поселение, на западе с муниципальным образованием  Воршинское сельское поселение, на юго-востоке с муниципальным образованием Вяткинское сельское поселение Судогодского района.
Территория муниципального образования занимает площадь 6266 га, в том числе: земли сельскохозяйственного назначения – 4471,98 га, земли населённых пунктов – 556 га, земли промышленности, энергетики, транспорта, связи, обороны и пр. – 182,8 га, земли лесного фонда – 988 га, земли особо охраняемых территорий и объектов – 7,78 га, земли водного фонда – 58 га, земли запаса – 1,44 га
Территория сельского поселения имеет вытянутую форму с севера на юг, пересеченную в этом же направлении реками Клязьма и Колокша. Поэтому территория имеет общий уклон к поймам рек. Протяженность реки Клязьма на территории поселения составляет 686 м, ширина русла достигает 25 м, глубина 2,5—5м. Протяженность реки Колокша на территории поселения — 22 км, ширина русла 3—7 м, глубина 0,5 м.

## История
Колокшанский сельсовет образован в 1920-х годах в составе Владимирской волости Владимирского уезда, с 1929 года в составе Владимирского района, с 1945 года — в составе Собинского района.
Колокшанское сельское поселение образовано 6 мая 2005 года в соответствии с Законом Владимирской области от 06.05.2005 № 38-ОЗ. В его состав вошла территория бывшего Колокшанского сельсовета.

## Население
| 2010  | 2011  | 2012  | 2013  | 2014  | 2015  | 2016  | 2017  | 2018  |
| ----- | ----- | ----- | ----- | ----- | ----- | ----- | ----- | ----- |
| 1586  | ↘1579 | ↘1551 | ↘1524 | ↘1484 | ↘1470 | ↘1463 | ↘1412 | ↘1372 |
| 2019  | 2020  | 2021  |       |       |       |       |       |       |
| ↘1326 | ↗1362 | ↘1311 |       |       |       |       |       |       |

## Состав сельского поселения
| №  | Населённый пункт  | Тип населённого пункта          | Население |
| -- | ----------------- | ------------------------------- | --------- |
| 1  | Баранники         | деревня                         | ↗14       |
| 2  | Большое Иваньково | деревня                         | ↗74       |
| 3  | Брянцево          | деревня                         | ↗6        |
| 4  | Владимировка      | деревня                         | ↘8        |
| 5  | Головино          | деревня                         | →0        |
| 6  | Ивлево            | деревня                         | →14       |
| 7  | Колокша           | деревня                         | ↗39       |
| 8  | Колокша           | посёлок, административный центр | ↘723      |
| 9  | Одерихино         | деревня                         | ↘64       |
| 10 | Парфентьево       | деревня                         | ↘69       |
| 11 | Роганово          | деревня                         | →0        |
| 12 | Рукав             | деревня                         | ↘100      |
| 13 | Семёновское       | село                            | ↘139      |
| 14 | Струково          | деревня                         | ↘8        |
| 15 | Устье             | село                            | ↗53       |